# Elektriska linden
Elektriska linden var ett svenskt rockband inom proggrörelsen.
Gruppen medverkade 1975 på samlingsalbumet Vi kan leva utan kärnkraft och bestod då av Torbjörn Abelli (kontrabas), Mikael Katzeff (sång, piano), Leif Nylén (trummor) och Ulf Ragnarsson (gitarr, sång). Samma år framträdde man på Södra Teatern i Stockholm. Detta framträdande finns bevarat på magnetband.
1978 utgavs gruppens första och enda album, Torbjörns dansskola, på skivbolaget Avanti. Abelli, Nylén och Ragnarsson hade då lämnat gruppen. Tillkommit hade Anders Linder (saxofon, klarinett), Carl Johan De Geer (trombon) och Pierre Ström (sång). Därutöver medverkade flera studiomusiker.
Gruppen har jämförts med Gudibrallan.

## Diskografi
Studioalbum
- 1978 – Torbjörns dansskola

Medverkan på samlingsalbum
- 1975 – Vi kan leva utan kärnkraft
- 1978 – Samlade krafter